# Cybianthus glaber
Cybianthus glaber är en viveväxtart som beskrevs av A. Dc.. Cybianthus glaber ingår i släktet Cybianthus, och familjen viveväxter. Inga underarter finns listade i Catalogue of Life.